# Kościół św. Marii Magdaleny w Wodzisławiu Śląskim
Kościół św. Marii Magdaleny w Wodzisławiu Śląskim wybudowany w stylu neobarokowym w 1929 roku według projektu Affa z Raciborza. Położony jest w dzielnicy Radlin II. Kościół należy do parafii Radlin w Wodzisławiu Śląskim.

## Historia
Radlin jako wioska na prawie niemieckim został założony około 1300 roku. Prawdopodobnie w wyniku wojen husyckich, kościół został zniszczony - wynika to o braku zapisu parafii, w  spisie świętopietrza z 1447 r. W 1652 już odbudowany kościół, który do 1904 był filią parafii w Wodzisławiu. W 1929 r. rozpoczęła się budowa obecnego kościoła, który poświęcono 21 września 1930 r.